# First Two Pages of Frankenstein
First Two Pages of Frankenstein è il nono album in studio del gruppo musicale statunitense The National, pubblicato nel 2023.

## Tracce
1. Once Upon a Poolside (feat. Sufjan Stevens) – 3:36
2. Eucalyptus – 4:24
3. New Order T-Shirt – 4:56
4. This Isn't Helping (feat. Phoebe Bridgers) – 4:04
5. Tropic Morning News – 5:09
6. Alien – 4:07
7. The Alcott (feat. Taylor Swift) – 4:27
8. Grease in Your Hair – 3:57
9. Ice Machines – 4:16
10. Your Mind Is Not Your Friend (feat. Phoebe Bridgers) – 4:24
11. Send for Me – 4:14